# Xorides anthracinus
Xorides anthracinus là một loài tò vò trong họ Ichneumonidae.